# KS Turbina Cërrik
Maillots
Turbina Cerrik est un club de football albanais basé à Cërrik.

## Historique du club
- 1956 - fondation du club